# 学校法人敬心学園
学校法人敬心学園（がっこうほうじん けいしんがくえん）は東京都新宿区高田馬場に本拠を置く。専門学校・専門職大学を運営する学校法人。

## 設置している学校
- 日本福祉教育専門学校
- 日本リハビリテーション専門学校
- 日本児童教育専門学校
- 日本医学柔整鍼灸専門学校
- 東京保健医療専門職大学

## 理事長
小林光俊
学校法人敬心学園 理事長
社会福祉法人敬心福祉会 理事長

## 敬心クレド

### 理念
他人を敬い自らを律し、人々の心をもっとも大切にします。

### 使命
一人ひとりが輝いて生きる社会を創造します。

### 行動指針
先駆性：常に新たな視点をもって社会や顧客のニーズをいち早く捉え、自ら改革に取り組むことにより、高い成果を目指します。
科学性：積極的に課題発見に努め、原因や本質を追究し、その解決に取り組みます。
倫理性：相手を思いやる心、謙虚さ、公平さを常に心がけ、自らの良心に基づき行動します。
文化性：敬心グループの職務を通じて、人と社会を豊かにする取り組みを進めます。

## 沿革
1974年
東京都新宿区四谷にて日本ジャーナリスト専門学校 開校
1979年
日本ジャーナリスト専門学校を東京都新宿区高田馬場に校舎移転
1982年
学校法人情報学園 設立認可
東京都新宿区高田馬場にて日本児童文学専門学院 開講
JULA出版局設立（日本児童文学専門学院出版部）
1984年
日本児童文学専門学院が認可。日本児童教育専門学校に校名変更。
東京都新宿区高田馬場にて日本医療福祉専門学院 開校
東京都新宿区高田馬場にて日本児童教育専門学校 開校
1986年
JULA出版局が株式会社ジュラ出版局として独立。
学校法人敬心学園 設立認可
日本医療福祉専門学校を日本福祉教育専門学校に校名変更
1996年
社会福祉法人「敬心福祉会」設立認可
1997年
東京都豊島区高田にて日本リハビリテーション専門学院 開校
東京都世田谷区給田にて特別養護老人ホーム「千歳敬心苑」開始
東京都世田谷区給田にて老人短期入所事業「千歳敬心苑」開始
東京都世田谷区給田にて老人デイサービスセンター「デイ・ホーム千歳」開所
1998年
日本リハビリテーション専門学院を日本リハビリテーション専門学校に校名変更
1999年
東京都世田谷区給田にて「給田在宅介護支援サービス」開所
2000年
東京都世田谷区給田にて居宅介護支援事業「給田介護保険サービス」事業開始
2002年
東京都新宿区高田馬場にて日本柔整鍼灸専門学校 開校
東京都世田谷区給田にて訪問介護事業「給田ヘルパーステーション」開所
2003年
東京都練馬区石神井台にて臨床福祉専門学校 開校
ホームヘルパー2級講座開講
「千葉県浦安市障害者福祉センター」の運営受託
2004年
日本柔整鍼灸専門学校を日本医学柔整鍼灸専門学校に校名変更
東京都世田谷区営高齢者住宅生活協力員業務受託
2005年
東京都豊島区南池袋にて特別養護老人ホーム「池袋敬心苑」設置認可
東京都豊島区南池袋にて老人短期入所事業「池袋敬心苑」開始
東京都豊島区南池袋にて老人デイサービスセンター「デイホーム南池袋」開所
東京都豊島区南池袋にて「ふくろうの杜在宅介護支援センター」開所
東京都豊島区南池袋にて「ふくろうの杜介護保険サービス」事業開始
東京都豊島区南池袋にて身体障害者療護施設「雑司谷」開設
東京都豊島区南池袋にて身体障害者短期入所事業「雑司谷」開始
東京都豊島区南池袋にて身体障害者デイサービスセンター
「雑司谷デイサービスセンター」開所
2006年
東京都世田谷区南烏山にて地域包括支援センター「烏山あんしんすこやかセンター」開所
東京都豊島区南池袋にて「ふくろうの杜 地域包括支援センター」開所
千葉県浦安市入船にて「スワン カフェ＆ベーカリー」開設
2008年
臨床福祉専門学校を東京都江東区塩浜に校舎移転
2012年
日本ジャーナリスト専門学校 廃止（認可）
2013年
学校法人敬心学園・学校法人情報学園合併 学校法人敬心学園となる
2014年
文部科学大臣より「職業実践専門課程」の認定を受ける
敬心ゆめ保育園 開設
2020年
東京保健医療専門職大学 開学
2022年
臨床福祉専門学校　閉校
2023年
「東京都江東区障害者福祉センター」運営受託

## 専門学校（「職業実践専門課程」認定校）・学科
- 日本福祉教育専門学校

＜通学部＞
介護福祉学科（昼間部２年制）
社会福祉士養成学科（昼間部１年制）
社会福祉士養成科（夜間部１年制）
精神保健福祉士養成学科（昼間部１年制）
精神保健福祉士養成科（夜間部１年制）
言語聴覚療法学科（昼間部２年制）
＜通信教育部＞
社会福祉士一般養成課程（１年６ヶ月）
精神保健福祉士一般養成課程（１年７ヶ月）
精神保健福祉士短期養成課程（９ヶ月）
- 日本リハビリテーション専門学校

理学療法学科（昼間部４年制／夜間部４年制）
作業療法学科（昼間部４年制／夜間部４年制）
- 日本児童教育専門学校

総合子ども学科（昼間部３年制）
保育福祉科（昼間部２年制／夜間主コース２年制）
- 日本医学柔整鍼灸専門学校

柔道整復師学科（昼間部３年制/夜間部３年制）
鍼灸学科（昼間部３年制／夜間部3年）

## 専門職大学 学部・学科
- 東京保健医療専門職大学

リハビリテーション学部
理学療法学科
作業療法学科

## 研究活動
敬心学園学術研究会
過去のテーマ
第1回 2004年2月21日（土）～22日（日）「福祉・保健・医療の今後の方向―教育と研究と実践」
第2回 2005年2月26日（土）～27日（日）「福祉・保健・医療におけるリスクマネジメント」
第3回 2006年2月25日（土）～26日（日）「守秘義務と情報公開―福祉・保健・医療における取り組み―」
第4回 2007年2月24日（土）～25日（日）「真の利用者本位とは」
第5回 2008年2月23日（土）～24日（日）「地域における包括的サービスの連携」
第6回 2009年2月21日（土）～22日（日）「福祉・保健・医療の今後の方向ー教育と研究と実践」
第7回 2010年2月27日（土）～28日（日）「地域における医療専門職と教育の連携」
第8回 2011年2月26日（土）～27日（日）「よりよい福祉用具を選ぶには」
第9回 2012年2月25日（土）～26日（日）「災害時に求められる医療・福祉職の役割」
文部科学省委託事業
平成16年度 専修学校先進的教育研究開発事業介護福祉教育における高度専門教育課程の研究―専門介護福祉士教育システムの構築に向けて― - 実施校:日本福祉教育専門学校
平成16年度 専修学校先進的教育研究開発事業コメディカル教育における人体解剖実習の本格的導入に向けての養成校側の準備体制整備 - 実施校:臨床福祉専門学校
平成17年度 専修学校教育重点プラン言語聴覚士養成課程へのOSCE導入のための教育プログラム作成 - 実施校:臨床福祉専門学校
平成17年度 専修学校教育重点プラン理学療法士養成課程への筋調整法導入のための教育プログラム作成 - 実施校:臨床福祉専門学校
平成22年度 専門人材の基盤的教育推進プログラム福祉用具に関わる実践型人材を産学連携により育成する教育プログラムの開発 - 実施校:臨床福祉専門学校
平成23年度 成長分野等における中核的専門人材養成の戦略的推進事業福祉分野の中核的専門人材の調査とスキル標準の開発プロジェクト - 実施校:日本福祉教育専門学校
平成24年度 「成長分野等における中核的専門人材養成の戦略的推進事業」事業計画書介護従事者を対象とする「実務者研修eラーニング」の構築による中核的介護専門人材の育成 - 実施校:日本福祉教育専門学校

## 福祉事業
社会福祉法人 敬心福祉会
- 千歳敬心苑

・ショートステイ千歳敬心苑
・通所介護事業所 デイ・ホーム千歳
・居宅介護支援事業所 給田介護保険サービス
・訪問介護支援事業所 給田ヘルパーステーション
・地域包括支援センター 烏山あんしんすこやかセンター
- 池袋敬心苑

高齢者福祉サービス
・特別養護老人ホーム 池袋敬心苑
・短期入所生活介護 池袋敬心苑
・通所介護施設 デイホーム南池袋
・指定居宅介護支援事業所 ふくろうの杜介護保険サービス
・地域包括支援センター ふくろうの杜高齢者総合相談センター
障害者福祉サービス
・障害者支援施設 雑司谷
・障害福祉サービス 短期入所
・地域活動支援センター 雑司谷デイサポートセンター
・豊島区委託事業 障害者施設入浴サービス
- 浦安市障がい者福祉センター

障害者福祉サービス
・就労継続支援事業B型
・生活介護事業
・指定特定相談支援事業

## 所在地
東京都新宿区高田馬場2-16-6宇田川ビル

## 最寄駅
- JR山手線、西武新宿線、高田馬場駅より徒歩1分
- 東京メトロ東西線高田馬場駅4番出口より徒歩1分